# Печурки (Ленінградська область)
Печурки (рос. Печурки) — присілок у Сланцевському районі Ленінградської області Російської Федерації.
Населення становить 20 осіб. Належить до муніципального утворення Сланцевське міське поселення.

## Історія
Згідно із законом від 1 вересня 2004 року № 47-оз належить до муніципального утворення Сланцевське міське поселення.

## Населення
| 2007 | 2010 |
| ---- | ---- |
| 48   | ↘20  |